# Harald Herrmann
Harald M. Herrmann (* 1944 in Görlitz, Provinz Niederschlesien) ist ein deutscher Rechtswissenschaftler und internationaler Rechtsvergleicher. Sein Wirken ist vor allem durch die Betonung ethischer Elemente in der ökonomischen Rechtsanalyse gekennzeichnet.

## Leben
Herrmann studierte von 1966 bis 1969 in Göttingen, Kiel und Paris Rechtswissenschaft, promovierte 1972 zum Dr. jur. und habilitierte 1981 mit der Lehrberechtigung für Bürgerliches Recht, Handelsrecht und Rechtsvergleichung. Es folgten Professuren/Ordinariate an den Universitäten Hamburg, Lüneburg, Potsdam und Erlangen-Nürnberg, wo er im Herbst 2009 emeritiert wurde. Im März 2011 wurde Herrmann als Rechtsanwalt zugelassen und ist seitdem in einer Kanzlei von Rechtsanwälten, Wirtschaftsprüfern und Steuerberatern in Nürnberg tätig.
Während seiner Tätigkeit als Hochschullehrer hatte Herrmann seinen Forschungsschwerpunkt im Versicherungs- und Gesellschaftsrecht, dem Recht freier Berufe sowie der anglo-amerikanischen Rechtsvergleichung. Er hat insbesondere in diesen Rechtsgebieten und im Bereich des Kartellrechts Monographien und Aufsätze herausgegeben und verfasst. Besondere Wirksamkeit hat die rechtsethische Dimension seines Schaffens in Publikationen nach und während der Finanzkrisen von 2001 bis 2008 gefunden.

## Forschungsgebiete
Obgleich sich bislang keine regelrechte Schulenbildung abzeichnet, scheint der von Herrmann verfolgte Ansatz ethischer Anforderungen des Wirtschaftsrechts in ständiger Ausweitung begriffen und auf den Gebieten des Finanzmarktrechts und des Rechts Freier Berufe zunehmend Bedeutung zu gewinnen.
Herrmann betont, dass es dabei nicht um einen Rückfall in die Zeit der Standesrichtlinien alten Rechts und der kaufmännischen Standesgewohnheiten geht, sondern eine Transformation überkommener Grundsätze in eine ethikphilosophisch fundierte Kodifikation nottut, wie sie exemplarisch im Governance Kodex der Corporate Governance Kommission vorliegt.
Kennzeichnend ist, dass Ethik-Standards in diesem Sinne wie wissenschaftliche Entdeckungen im Zusammenspiel von Entwicklungsprozessen und revolutionären Paradigmenwechseln begriffen werden. Der Hauptunterschied zur überkommenen Lehre der Standesmoral geht dahin, dass dort auf die bestenfalls zufälligen Ansichten der Berufsausübenden oder der einschlägigen Verkehrskreise abzustellen sein soll. Die Paradigmenlehre, der Herrmann anhängt, will daneben vor allem die Expertenmeinungen aus Praxis und Wissenschaft zu Wort kommen lassen, weil es auch in der Ethik nicht nur um Mehrheitsüberzeugungen im mehr oder weniger herrschaftsfreien Diskurs geht, sondern zugleich jederzeit wissenschaftlicher Strukturwandel mit neuen Erkenntnissen im Sinn der Kuhn’schen Erkenntnistheorie möglich bleiben muss.
Mit dieser Sicht gehört Herrmann zu den Wegbereitern der modernen Lehren einer neuen sozialen Marktwirtschaft und partizipativen Wirtschaftsordnung, die sich insbes. seit den Finanzkrisen von 2001/2008 zu einer eigenen Forschungsrichtung entwickelt haben und an die Lehren Ludwig Erhards zur Begründung der Marktwirtschaft in Deutschland anknüpfen. Bereits Mitte der 70er Jahre machte sich Herrmann einen Namen in der Diskussion um die Unternehmensmitbestimmung, indem er die funktionale Stellung der leitenden Angestellten zwischen den Interessengruppen von Kapital und Arbeit im Unternehmen herausarbeitete und rechtlich für die Abgrenzung leitender Arbeitnehmer fruchtbar machte (H. Herrmann, Betriebsberater 1974, 203 ff.). Ähnlich grundlegend sind die Arbeiten Herrmanns zur Zwischenstellung des Quasi-Eigenkapitals zwischen dem Eigen- und Fremdkapital des Unternehmens, sowie die bilanzrechtlichen Untersuchungen zur Publizität des Rechnungswesens, die die Öffentlichkeitsinteressen in die betriebswirtschaftlichen Zielsysteme unternehmerischen Entscheidens einbeziehen und schließlich zur Forderung einer Ausweitung von Corporate-Governance-Grundsätzen i.S. § 161 AktG für die am Kapitalmarkt tätige GmbH und GmbH&Co.KG geführt haben (Ders./St.Roth, Gesellschafts- und Konzernrecht, 2008, S 39 ff., 190).
Auch zur Diskussion um allgemeine handelsrechtliche und bürgerlich-rechtliche Governance-Funktionen hat Herrmann beigetragen, indem er dahingehende Normzwecke der Publizität des Handelsregisters und der Regelungen zum öffentlichen Aushang von Allgemeinen Geschäftsbedingungen nachwies (Ders., Grundlehren BGB/HGB I, 2006, S. 26 ff., 85 ff., 153 ff.). Hierher gehören denn auch seine Schriften zum Transparenzgebot des § 307 Abs. 1 BGB in der Lebensversicherung und zu den vorvertraglichen Anzeigeobliegenheiten und sonstigen Obliegenheiten vor und nach der Reform des § 19 Versicherungsvertragsgesetz 2008.
Besonders einflussreich ist Herrmanns Verallgemeinerung der wirtschaftsrechtlichen Governance-Steuerung im Bereich des Freiberufsrechts geworden. Denn hier war mit der o.a. Feststellung der Verfassungswidrigkeit der überkommenen Rechtsanwalts-Standesrichtlinien durch das Bundesverfassungsgericht von 1987 zunächst eine Art Vacuum entstanden, das vorläufig nur durch den Gesetzgeber, die neu geschaffene Satzungsversammlung der BRAK und die Rechtsprechung geschlossen werden konnte. Neuerungen zur erlaubten Informationswerbung, zur Zulassung von Gesellschaften mit Haftungsbeschränkungen und zum Verbot beherrschender Einflussnahmen durch Berufsfremde Kapitalgeber waren die Folge (z. B. §§ 59c-m Bundesrechtsanwaltsordnung). Aber schon dafür war man auf Vorarbeiten der Fachwissenschaft und repräsentative Interessenvertretung angewiesen; und für die Überarbeitung der Ethikgrundsätze der Unabhängigkeit, Gewissenhaftigkeit, Eigenverantwortlichkeit, Verschwiegenheit etc. folgten zwar Regelungen in den Kammersatzungen. Verbleibende Regelungsbedarfe sind nach Ansicht von Herrmann vorzugsweise in Anlehnung an die Methode der Governance-Empfehlungen zu bewältigen, soweit keine zwingende Verbotsregulierung erforderlich ist. Die Kammern haben dergleichen zwar, soweit ersichtlich nicht in Angriff genommen, doch sind sie zum Teil dazu übergegangen, eigene Expertenkommissionen für das Berufsrecht einzurichten. Herrmann hat eine solche Kommission bei der Bundessteuerberaterkammer bis 2012 geleitet.
Auch die IHK sind zum Teil initiativ geworden, für die Kaufmannschaft ihres Bezirks Ethikregeln zu entwickeln. Sie arbeiten dafür, soweit bekannt, intensiv mit spezialisierten Forschungsstellen der Universitäten zusammen. Allerdings scheint bislang noch offen, inwieweit hier auf Governance-Konzepte zurückgegriffen wird oder doch ein Rückfall in die Gewohnheitsmoral „ehrbarer Kaufleute“ in Aussicht steht.

## Ehrenamtliche Tätigkeiten
Herrmann bekleidete bis zu seiner Emeritierung den Vorstandsvorsitz des Instituts für Versicherungswissenschaft der Universität Erlangen und war Dekan der Fakultät Wirtschafts- und Sozialwissenschaften dieser Universität. Er ist Mitglied des Vorstands des Institut für Freiberufsforschung an der Universität Lüneburg sowie Chefherausgeber der Zeitschrift für Neues Wirtschaftsrecht NWiR. Seine Tätigkeit im Vorstand des Deutschen Wissenschaftlichen Instituts der Steuerberater in der Bundessteuerberaterkammer wurde Ende 2013 beendet.

## Werke (Auswahl)
- Interessenverbände und Wettbewerbsrecht. Ein dt.-amerikan. Vergleich zum Recht der unberechtigten Verfahrenseinleitung, Selbstbeschränkungsabkommen und Wettbewerbsregeln Nomos-Verlagsgesellschaft, Baden-Baden 1984, ISBN 3-7890-1022-7 (Habilitation).
- Quasi-Eigenkapital im Kapitalmarkt- und Unternehmensrecht. De Gruyter, Berlin / New York 1996, ISBN 3-11-015205-3.
- Recht der Kammern und Verbände Freier Berufe. Europäischer Ländervergleich und USA. Nomos-Verlagsgesellschaft, Baden-Baden 1996, ISBN 3-7890-4545-4.
- Zusammen mit Kai-Ingo Voigt (Hrsg.): Globalisierung und Ethik. Ludwig-Erhard-Ringvorlesung an der Friedrich-Alexander-Universität Erlangen-Nürnberg. Physica-Verlag Heidelberg, Heidelberg 2005, ISBN 3-7908-0247-6.
- Grundlehren des bürgerlichen Rechts und Handelsrechts (=Schriftenreihe Wirtschaftsrecht. Band 1). 4., wesentlich überarbeitete Auflage. IF-Verlag, Nürnberg 2006, ISBN 3-934674-13-5.
- Zusammen mit Stefan Roth: Gesellschafts- und Konzernrecht für Wirtschaftsjuristen. Grundlehren der Governance - Unternehmenspublizität - Verbandsdemokratie. Duncker & Humblot, Berlin 2008, ISBN 978-3-428-12122-9.
- Commission Regulation on … concerted practices in the insurance sector. In: Hirsch u. a. (Hrsg.): Competition Law. 2008.
- Privatrecht für Bachelor-Studiengänge BWL/VWL. Wirtschaftssachenrecht und gesetzlichen Schuldverhältnisse (= Wirtschaftsrecht. Band 2). Verlag Internat. Finance, Frankfurt(Main)/Nürnberg 2007, ISBN 978-3-934674-14-1.
- Europäisches Versicherungsrecht. In: Bruck/Möller: VVG. 9. Auflage. De Gruyter Berlin/München/Boston 2010, Einleitung.
- Financial Market Stabilization Law. In: Herrmann/Emmerich-Fritsche (Hrsg.): European Law of Finance. 2010.
- Kredit- und Kautionsversicherung. In: Matusche-Beckmann u. a. (Hrsg.): Versicherungsrechtshandbuch, 3., vollständig überarbeitete Auflage. Beck, München 2014, ISBN 978-3-406-66257-7, S. 2563–2634.